# ويليس لامب
ويليس لامب بالإنجليزية (Willis Lamb ) فيزيائي أمريكي حصل على جائزة نوبل للفيزياء في 1955 مع بولي كارب كوش .

## حياته
ولد لامب في 12 يوليو 1913 في لوس أنجلوس وتوفي في 15 مايو 2008.

## روابط خارجية
- ويليس لامب على موقع الموسوعة البريطانية (الإنجليزية)
- ويليس لامب على موقع مونزينجر (الألمانية)
- ويليس لامب على موقع إن إن دي بي (الإنجليزية)